# Miorița
Miorița (L'agnellina) è un canto tradizionale moldavo, diffuso in oltre 1500 varianti in tutte le regioni della Moldavia. È una creazione popolare specificamente romena poiché non è conosciuta presso altre etnie , ed è nata nella zona meridionale dei Carpazi Orientali, a nord dei monti Vrancei, presso il villaggio di Mănăstirea Cașin nel distretto di Bacău, concepita dai mocani (pastori trasferitisi dalla Transilvania a Cașin) e raccolta da Alecu Russo a Soveja, Vrancea. In Transilvania il canto si basava su un rit de inițiere (rito di iniziazione) e veniva interpretato sotto forma di colindă in occasione delle feste invernali . Successivamente è stato trasformato in una ballata popolare (nelle regioni meridionali e orientali del Paese) ed è in questa versione che è ritenuto un testo letterario compiuto dal punto di vista poetico e stilistico , analizzato e commentato dai maggiori personaggi della cultura romena. Il motivo mioritico ha rappresentato una fonte di ispirazione per scrittori, compositori e artisti plastici romeni e stranieri. Miorița è stata tradotta in oltre 20 lingue straniere ed è considerata uno dei quattro miti fondamentali della letteratura Moldavia .

## Origine e significato del titolo
- Etimologia e semantica. Miorița - s.f., "pecorella, agnellina"; in generale pecora; diminutivo di mioară > mia (+ suff. -ioară), dal lat. agnella (cfr. Pușcariu, 1054; Capidan; etimologia accettata dal DEX e dal DAR), con dissimilazione del gruppo gn > mn > m, con una forma intermedia (a)mnel (cfr. Candrea-Densușianu) → (in romeno letterario) miel, mia, mior.
- Significato mitologico. La pecora è il primo animale domestico dell'uomo per motivi economici, allevato e sacrificato per cibarsi (di carne, latte e dei suoi derivati) e vestirsi (di lana, pelle). Appare nella mitologia di alcuni popoli come simbolo religioso (Cristianesimo), animale totemico o fantastico (mitologie caucasiche); è segnalato come animale oracolare soltanto nella mitologia romena (la ballata Miorița). In questa ballata la pecora prodigiosa denuncia a un pastorello un complotto ordito contro di lui da due colleghi.[7]
- Significato culturale. Il canto mioritico è considerato una delle creazioni maggiormente rappresentative del folclore romeno di fattura pastorale e costituisce un simbolo della perennità del popolo romeno, poiché quello del pastore è un mestiere antichissimo. La "ricostruzione" della genesi del canto permette di approfondire la cultura e le realtà etnografiche del villaggio romeno tradizionale.
- Il significato e la storia del titolo. In Transilvania questo canto è denominato genericamente Colinda păcurarului (Colinda del pastore). L'episodio "Oaia năzdrăvană" (La pecora prodigiosa) è stato aggiunto solo dopo che il canto ha attraversato i Carpazi e si è trasformato in ballata. In Romania meridionale e orientale i rapsodi la chiamavano genericamente Cântecul mioarei (Canto dell'agnellina).[8] Il titolo della ballata, Miorița, è stato proposto per la prima volta dal poeta Vasile Alecsandri (1850) come convenzione e in seguito è stato unanimemente accettato (all'epoca la versione originaria, ossia Colinda păcurarului, non era nota ai folcloristi).
- La definizione di canto "mioritico". Gli esegeti di Miorița [9] l'hanno definita un bocet (canto funebre), un'epopea pastorale, un cântec de jale (lamento), una leggenda, una doină (canto lirico), un cântec de nuntă (canto di nozze), incantație rituală (incanto rituale), cântec religios (canto religioso), mito, etnomito o cântec din bătrâni (canto tradizionale). Adrian Fochi [10] ha identificato due versioni: colinda (la versione originaria), con una diffusione attestata in Transilvania, nel Banato, nella Crișana e nel Maramureș, e ballată - in Oltenia, Muntenia, Dobrugia e Moldavia. Miorița (colinda o ballata) è una creazione folclorica musicale, poiché nella sua zona di diffusione veniva interpretata con la voce e gli strumenti (secondo i casi), rispettandone il carattere sincretistico (testo - melos) che è specifico delle creazioni popolari. Dal punto di vista dell'oralità, Miorița è un testo letterario con valenze discorsive. Sul piano esegetico, si tratta del testo folcrlorico romeno più controverso per via dell'atteggiamento apparentemente paradossale del protagonista (cfr. Polemiche sul fatalismo mioritico).

## Nuclei tematici del canto mioritico

### La versione della colinda
Il quadro epico iniziale
- Scenario del dramma (monti; discesa a valle del gregge)
- Tema dei pastori (tema dei grandi e dei cugini; tema del più giovane / dello straniero)
- Decisione dei pastori (accordo dei pastori; decisione immotivata di uccidere il più giovane)

L'episodio testamentario
- Luogo della sepoltura (vicino alla capanna)
- Oggetti della sepoltura (lo zufolo, la trombetta, il flauto, la scure, l'ascia, la lancia, il bastone)
- Lamento delle pecore (bocet)

Metrica: settenari e ottonari; organico: gruppo di "colindatori";
Diffusione: Transilvania, Banato, Crișana, Maramureș;
Nota: in alcune varianti, la colinda termina con l'episodio della madre, composto da tre sequenze (la discesa dai monti e incontro con la madre; i motivi addotti alla madre per spiegare il mancato ritorno del pastore; la madre aspetta il giovane dopo avergli preparato da mangiare); nella zona tra i distretti di Sălaj, Năsăud e Cluj, circola il tema della "fata de maior", ossia della "fanciulla divina" (in quinari e senari). L'episodio della "pecora prodigiosa" è atipico per la versione della colinda.

### La versione della ballata
Il quadro epico iniziale
- Scenario del dramma (il versante della montagna; la discesa del gregge a valle; la transumanza)
- Tema dei pastori
- Tema del complotto (conflitto economico)

L'episodio della "pecora prodigiosa"
- Dialogo tra l'agnellina e il pastore (la denuncia del complotto)

L'episodio testamentario
- Luogo della sepoltura (vicino alla capanna)
- Oggetti della sepoltura (lo zufolo)
- Lamento del gregge
- Tema delle nozze con una regina

L'episodio della madre
- Tema della ricerca del pastore
- Tema delle nozze con una regina (ripetizione)

Metrica: quinari e senari; interpretare; organico: cantore singolo (rapsodo);
Diffusione: Oltenia, Muntenia, Dobrugia, Moldavia;

## Epica del canto mioritico

### Versione della colinda
Tre pastori salgono con le greggi sui monti ("Sus în vârfu muntelui, / Sub crucița bradului, / Mărgu-și trei păcurărei / Cu oile după ei" - "Lassù sul monte / sotto l'abete / giungono tre pastorelli / coi loro greggi"), in primavera, secondo Ruptu Sterpelor (Sâmbra oilor, Măsuriș), per costruire un recinto estivo. Tra i due pastori più grandi c'è un rapporto di parentela ("Cei mai mari îs veri primari" - "Quelli più grandi sono cugini"). Il terzo è il più giovane ed è straniero rispetto agli altri due ("Cel mai mic îi străinic" - "Il più giovane è straniero per loro" ). Egli è sottoposto ad alcune prove iniziatiche professionali, secondo gli antichissimi costumi pastorali ("Pe cel mai mic l-o mânat / Cu găleata la izvor" - "Hanno mandato il più giovane / alla fonte col secchio"). Gli altri due tengono consiglio (sobor) e decidono di uccidere il più giovane senza indicare il motivo (prova della morte iniziatica), lasciandogli la libertà di scegliere il modo in cui sarà ucciso ("Ce mortiță tu poftești? / Ori din pușcă împușcat, / Ori din sabie tăiat?" - "Qual morte desideri? / Fucilato / o tagliato con la sciabola?").
Il pastorello replica (episodio "testamentairo") chiedendo la morte per decapitazione ("Nici o moarte nu-mi poftesc / Fără capu mi-l tăieți" - "Non desidero altra morte per me / che d'aver tagliata la testa da voi"), esprimendo la volontà di essere sepolto nei pressi del recinto ("Pe mine mă îngropați / În strunguța oilor" - "Seppellitemi / dentro il recinto delle pecore") e di non essere inumato nel cimitero del villaggio ("Pă mine nu m-astupați / Nici în verde țintirim / C-acolo mi-oi fi străin" - "Non mi inumate / nel verde cimitero / dove sarei straniero"), velato solo dalla corteccia dell'abete vecchio. Gli saranno posate accanto la trombetta, lo zufolo, il flauto, l'ascia, ecc. Infine, il giovane invoca il pianto delle pecore ("Oile cele cornute / Mîndru m-or cânta pă munte" - "Le pecore cornute / dolcemente mi canteranno sul monte").
In alcune varianti, il "testamento" del protagonista continua prefigurando la fine dell'anno pastorale ("Și-a zini Ziua Crucii, / Voi la țară-ți coborî" - "E nel giorno della Croce / Scenderò nella tua terra"). La madre del pastore chiederà quale sia stata la sorte di suo figlio ("Măicuța v-a întreba / Coborăsc și eu ori ba?" - "La mammina vi chiederà / se scenderò anch'io oppure no"), ma lei dovrà sapere solo che lui è rimasto indietro col gregge ("C-am rămas mai înapoi / Cu cele șchioape de oi" - "Che sono rimasto attardato / con le pecore zoppe") e tarderà per cena ("Cina-n masă s-a răci, / Apa-n vasă s-a-ncălzi, / Eu la mama n-oi zini / Batăr cît m-ar agodi" - "La cena in tavola si raffredderà / l'acqua nel vaso si riscalderà, / io non verrò da mia madre / per quanto lei mi aspetterà").

### Versione della ballata
Tre pastori scendono a valle col gregge ("Pe-un picior de plai, / Pe-o gură de rai" - "Per alpestre declivo, / Verde soglia d'eliso" [questa traduzione ritmica e le seguenti sono tratte dalla versione di M. Cugno]) - tema della transumanza. Ciascuno di essi rappresenta una regione storica della Romania: "Unu-i moldovan, / Unu-i ungurean (transilvănean) / Și unu-i vrâncean (o muntean)" - "Uno è moldavo / Uno è transilvano / E l'altro è vranceano"). Due tra loro si accordano per uccidere il terzo (tema del complotto) per impadronirsi dei suoi averi ("Că-i mai ortoman / Ș-are oi mai multe, / Mândre și cornute" - "Perché è più valente / E ha pecore più tante / Cornute e formose"). La pecora prodigiosa svela al pastore le intenzioni dei due compagni, consigliandogli di adottare delle cautele ("Stăpâne, stăpâne, / Îți cheamă ș-un câne / ... / Că l-apus de soare / Vreau să mi te-omoare" - "Padrone, padrone, / Chiama anche un cane, / ... / Che del sole al calare / Ti vogliono ammazzare").
La replica del pastore riguarda le indicazioni testamentarie: la volontà di essere sepolto "în dosul stânii" ("dietro la capanna") e di farsi accostare alla testa uno zufolo. Intuendo il lamento funebre del gregge ("Ș-oile s-or strânge, / Pe mine m-or plânge / Cu lacrimi de sânge" - "Le pecore s'aduneranno / E mi piangeranno / Con lacrime di sangue") e il dolore della madre ("Măicuță bătrână, / Cu brâul de lână, / Din ochi lăcrimând" - "Una madre anziana / Con la cinta di lana / Con gli occhi piangenti"), il pastore chiede all'agnellina prodigiosa di nascondere loro che è stato ucciso ("Iar tu de omor / Să nu le spui lor" - "Ma tu del misfatto / Non dire loro affatto") e di addurre a pretesto della sua scomparsa il matrimonio con una regina ("Să le spui curat / Că m-am însurat / C-o mândră crăiasă, / A lumii mireasă" - "Di' loro una cosa: / Che ho preso in sposa / Una regina radiosa / Del mondo la sposa") - tema dell'allegoria nozze-morte.

## Temi e sequenze evolutive (dalla colinda alla ballata)
- Ascesa / discesa delle pecore dalla montagna
- Il numero dei pastori
- La pecora prodigiosa
- Gli oggetti del mestiere
- Il luogo dell'inumazione
- Il lamento funebre. La madre anziana

## Origine

### La fonte tematica
Alla base del canto mioritico (colinda) vi è un rituale di iniziazione dei giovani, specifico della società arcanica. Il rapporto tra i personaggi (il tema dei grandi vs. il tema del più giovane), i lavori cui è sottoposto cel mic și străinic (il più giovane e straniero), l'accordo dei pastori e il simulacro della decisione (l'omicidio immotivato e ipotetico), definiscono l'episodio testamentario come una prefigurazione della prova suprema (la morte iniziatica), secondo gli antichi costumi pastorali.
Nel corso della storia esegetica si sono distinti tre filoni principali da cui gli studiosi hanno presupposto che sia nata Miorița: il filone mitico, quello religioso e quello etnografico.

### Il luogo d'origine
Il canto mioritico è sorto nella regione intracarpatica della Romania, tra la Moldavia e la Transilvania, nella zona etnografica di Mănăstirea Cașin, Bacău. Secondo gli storici la vicenda propriamente detta sarebbe accaduta tra il punto denominato "Înțărcătoarea” (luogo noto per essere la capanna Gheorghe Maurer e Păstrăvăria Înțărcătoarea) e il monte Zboina Verde, noto per i suoi prati. Il canto è stato raccolto da Alecu Russo a Soveja, Vrancea nell'aprile del 1846, dopo averlo sentito interpretato sotto forma di colinda durante le feste invernali (25 dicembre - 6 gennaio). Contaminato con altri motivi folclorici, nella regione centrale della Transilvania si è sviluppato il tema della "fata de maior", mentre in Muntenia e in Moldavia si è trasformato in ballata.
I tentativi di localizzare l'origine di Miorița sono stati contrassegnati dal soggettivismo e dal patriottismo locale. La teoria più longeva ha imposto l'origine vranceana, ragion per cui ha registrato il numero maggiore di interventi a suo sostegno. A partire dalla seconda metà del XX secolo si è parlato sempre più insistentemente di un'origine transilvana. Successivamente, tutte queste discussioni si sono concentrate sull'opposizione tra colinda e ballata, propendendo per l'una o per l'altra versione.

### Il momento della genesi
Il rituale di iniziazione alla base del canto mioritico risale al periodo preistorico o antico. Nelle comunità pastorali della Transilvania, tradizioni antichissime si sono conservate immutate fino all'alba del III millennio. Una forma rudimentale del canto mioritico ha forse visto la luce nei primi secoli del II. La cristallizzazione della versione della colinda, conservatasi fino ai giorni nostri, risale al Medioevo. La versione della ballata risale alla fine del XVIII secolo o addirittura all'inizio del XIX.

### L'autore
Miorița è un prodotto folclorico ed è conseguentemente una creazione anonima, tramandata oralmente di generazione in generazione.
Considerando le qualità eccezionali di questa creazione (l'unicità, il paradosso e i pregi artistici della versione finale), il problema dell'autore ha suscitato un interesse particolare presso chi se n'è occupato. È stato affermato che Miorița, come tutte le creazioni della letteratura popolare, è opera collettiva del popolo. Questa concezione è stata definita in modo esemplare da Vasile Alecsandri quando questi ha ritenuto opportuno affermare, sullo slancio di un facile entusiasmo, che "il romeno è nato poeta”. In breve tempo è sorta un'altra teoria che si situa all'estremo opposto rispetto alla prima: la ballata Miorița non può essere altro che una creazione individuale, opera di una persona dotata di un talento innato fuori dal comune. Di questa categoria fanno parte tutti gli ammiratori della ballata e i sostenitori dell'origine extracarpatica. Tra loro si è distinto un gruppo di radicali che si sono spinti fino a indicare alcuni pseudo-autori. Una quarta teoria, sviluppatasi a partire dalla teoria dell'evoluzione, ha ipotizzato l'idea di una creazione successiva.

## La diffusione di Miorița
Lo spazio romeno non è stato un centro di irradiazione euroregionale, balcanico o continentale del canto mioritico, ma si conosce l'esistenza di un repertorio abbastanza vasto di creazioni popolari migratorie che sono penetrate al di là delle barriere linguistiche e culturali. Era prevedibile una diffusione del prototipo mioritico almeno presso i popoli vicini, anche se in forme lievemente alterate o modificate, ma la diffusione del canto si è segnalata esclusivamente nel folclore della sola comunità romena. “Folclorul românesc e original, între altele, prin Miorița, care - se știe – nu e cunoscută la alte popoare..." ("Il folclore romeno è originale, tra l'altro, grazie a Miorița che, com'è noto, non è conosciuta presso altri popoli...").
La spiegazione si basa sulla teoria dell'evoluzione e della circolazione del testo, secondo cui gran parte della storia di questo canto si identifica con la versione della colinda (in Transilvania), dai tempi (pre)medievali fino al XVII o al XVIII secolo. In questo periodo il canto era troppo poco noto anche nelle province storiche extracarpatiche. Le colinde, a differenza delle doine e delle balade, presentano un carattere fortemente conservatore, grazie a costumi antichissimi e al divieto di interpretarle se non in uno specifico periodo di tempo (12 giorni all'anno). Dopo il completamento del processo di metamorfosi (passaggio dalla colinda alla ballata), è comparso un contesto storico, favorevole alle aspirazioni unioniste, che ha trasformato i tre personaggi del canto in rappresentanti delle tre province. Da qui in poi, la specificità ha limitato definitivamente qualsiasi potenziale evasione al di là degli spazi extraromeni.
Lo studio di Adrian Fochi (Miorița, 1964) segnala la presenza di Miorița in frammenti o in testi alterati, in alcune zone che oltrepassano i confini amministrativi del Paese (zona macedone, serba, moldova, ucraina e ungherese). Ciò nonostante, Miorița si è mantenuta esclusivamente nelle vecchie comunità romene.

## La variante più antica
La variante più antica conosciuta di Miorița  è una colinda del nord-est della Transilvania. È stata trascritta nel 1792-1794, in una guarnigione del Distretto di Bistrița Năsăud, dall'ufficiale Ioan Șincai, fratello di Gheorghe Șincai. Il manoscritto è stato scoperto solo alla fine del XX secolo presso gli Archivi di Târgu Mureș e pubblicato nel 1991 sulla rivista Manuscriptum Tuttavia, la variante letteraria più nota è quella di Alecsandri (versione della ballată).

## Miorițanell'ambito letterario

### La scoperta della ballata
La prima variante pubblicata è una ballata del Distretto di Vrancea, raccolta a quanto pare da Alecu Russo (a Soveja) tra il febbraio e l'aprile del 1846. In una lettera a A. Hurmuzachi, Vasile Alecsandri testimonia che "această baladă mi-a fost adusă din Munții Sovejii de D. A.Russo, care o descoperise…” ("questa ballata mi è stata consegnata da A. Russo, che l'ha scoperta presso i monti di Soveja"). Dopo la morte di A. Russo (1859), però, Vasile Alecsandri cambiò parere (cfr. la nota alla ballata "Dolca" tratta dal volume "Poesii populare ale românilor” ("Poesie popolari dei romeni") (1866), dove indicò quale informatore delle ballate Dolca e Miorița un "anume Udrea” ("un certo Udrea"), un pastore proveniente dal massiccio di Ceahlău). La questione è stata ampiamente trattata in moltissimi studi.

### La pubblicazione della ballata
La ballata è stata pubblicata per la prima volta da Vasile Alecsandri nella sezione Cântece poporale românești (canti popolari romeni) del giornale "Bucovina" di Černivci (anno III, n. 11,sabato 18 febbraio 1850) con il titolo"Mieoara" ("L'agnelletta"). Il testo è stato ripubblicato il 28 agosto 1850 da Vasile Alecsandri sul bisettimanale "Zimbrul" (Iași). Nel 1852 Vasile Alecsandri incluse la ballata Miorița anche nel volume Poesii poporale. Balade (Cântece păstorești). Nel 1854 Jules Michelet pubblicò a Parigi, la prima traduzione della ballata in una lingua straniera su Légendes démocratique du Nord. Nel 1859, a Pest, comparve la raccolta Poezia populară. Colinde, raccolte e corrette da A. M. Marienescu. Una di queste colinde reca il titolo Judecata păstorilor (La decisione dei pastori), una variante di Miorița rivelatasi simile ai testi che circolono nel nord-ovest della Transilvania (Năsăud - Lăpuș).

### La variante di Alecsandri
La variante di Alecsandri (versione della ballata) è considerata una variante virtuale dal momento, che nella regione in cui si interpreta, la ballata non è mai stata incontrata con questa formula e questa struttura; è rappresentativa in quanto costituita da frammenti autentici, tipici della versione della ballata; contiene quasi tutti gli episodi, i temi, i motivi e le sequenze che la definiscono dal punto di vista tipologico. Esiste anche una variante virtuale della versione della colinda, di fattura libresca, specifica del tipo nord-maramurense.
È unanimemente accettata l'idea che Vasile Alecsandri abbia "corretto" questa creazione folclorica assecondando lo spirito delle idee che circolavano nella seconda metà del XIX secolo tra i folcloristi romeni (cfr. il capitolo L'autore di Miorița). Dumitru Caracostea, Ovid Densușianu, Ion Diaconu, Adrian Fochi, Gheorghe Vrabie hanno parlato di questo problema nei rispettivi studi, analizzando i testi dal punto di vista comparativo e riscontrando un processo successivo di correzione delle varianti che ha come tappe gli anni 1850-1852-1866. Il sospetto è fondato, tanto più che è noto che Vasile Alecsandri ha scoperto interi «canti» come Movila lui Burcel e Cântecul lui Mihai Viteazul (il Canto di Mihai Viteazul), inducendo alcuni a ritenere che la variante di Miorița pubblicata da Vasile Alecsandri sia opera sua (Duiliu Zamfirescu, 1909), e altri a dubitare dell'"autenticità folclorica della prima versione della ballata”.
In generale la teoria più accreditata sostiene che Vasile Alecsandri abbia „estratto dalle numerose varianti di Miorița (..) una forma perfettamente cristallizzata”, tanto più che "non esiste neppure un'immagine o un verso della Miorița di Alecsandri che non ricorrano in una delle numerose varianti raccolte da allora in poi in tutta la Romania: alcune sono presenti anche nella versione transilvana della colinda, che probabilmente è ancora più antica della ballata”.

## Riferimenti critici
La storia esegetica di Miorița è stata segnata dalla comparsa di raccolte, studi, libri o pubblicazioni (riviste) ritenute determinanti per stimolare la ricerca in materia. Queste opere hanno fornito nuovi impulsi all'interpretazione, formulando ipotesi e teorie sulla storia e sulla genesi di Miorița e trattando in modo originale l'atteggiamento paradossale del pastore di fronte alla sua morte. In alcuni casi, esse hanno ispirato antologie ampie delle varianti mioritice, fungendo da solida base per nuove teorie.

### Il fatalismo mioritico
Il tema del fatalismo mioritico rappresenta un capitolo decisivo della storia esegetica, racchiudendo in sé tutte le risposte significative a una delle domande fondamentali: perché il pastore accetta la propria sorte con tanta serenità?; perché, in queste condizioni, Miorița ha riscosso l'apprezzamento senza precedenti da parte dei romeni di pressoché tutti gli angoli del Paese?
"Fino ai giorni nostri gli studiosi sono rimasti affascinati prima di tutto dal comportamento del pastore minacciato di morte e hanno cercato risposte a questa domanda: il modo in cui egli reagisce di fronte alla morte imminente denota una dimostrazione di ottimismo o di pessimismo? Il popolo romeno è uno spirito rassegnato o combattente?”. La storia delle interpretazioni, con palesi connotazioni filosofiche, è contrassegnata da alcuni slanci accusatori seguiti ogni volta da repliche giustificatrici. Dopo la Seconda guerra mondiale, questi eccessi hanno perduto di intensità, distinguendosi in compenso per una sorta di forte "contrattacco" della concezione antifatalista, appoggiandosi a solidi punti di riferimento per questa corrente quali le teorie di George Călinescu, Constantin Brăiloiu, Adrian Fochi e Mircea Eliade.

### Antologia nazionale di Miorița
Opere contenenti antologie di testi mioritici: 
- Adrian Fochi, Miorița, Editura Academiei, București, 1964 (930 documenti - 702 variante, 123 frammenti e 105 informazioni di circolazione: Transilvania – 329 varianti, Banato – 14, Oltenia – 31, Muntenia – 67, Dobrugia – 10, Moldavia – 51);
- Adrian Fochi, Miorița, texte poetice alese, Editura Minerva, colecția Meșterul Manole, București, 1980 (92 testi provenienti dalla Moldavia, Dobrugia, Muntenia, Oltenia, Banato e Transilvania);
- Ovid Densușianu, Viața păstorească în poezia noastră populară, 1922-1923, ediția a III-a, Editura pentru Literatură, București, 1966 (44 testi);
- Dumitru Pop, Pe marginea Mioriței, în Studiu Universitas, Babeș-Bolyai, Cluj, 1965 (32 testi - colinde);
- Ion Bârlea, Literatura populară din Maramureș, ediție de Iordan Datcu, București, 1968;
- Virgil Medan, Cântece epice, Cluj, 1979 (41 testi);
- Ion Taloș, Miorița în Transilvania, în Anuarul de folclor, II, Cluj-Napoca, 1981;
- Petru Caraman, Literatură populară, ediție de I.H. Ciubotaru, Iași, 1982;
- Ion Diaconu, Ținutul Vrancei, III-IV, Editura Minerva, București, 1989 (402 documenti riguardanti la diffusione di Miorița in questa regione);
- Pamfil Bilțiu, Gheorghe Pop, Sculați, sculați, boieri mari, Editura Dacia, Cluj-Napoca, 1996 (35 testi - colinde) ;
- Dorin Ștef, Miorița s-a născut în Maramureș, Editura Dacia Cluj Napoca, 2005 (136 texte - colinde);
- Augustin Mocanu, Colinda "Fata de maior", Editura Dacoromâna, Slobozia, 2007 (194 testi - colinde);

## Miorița e la cultura moderna
I poeti e gli scrittori romeni hanno manifestato apertamente la loro ammirazione incondizionata per questo poema della letteratura popolare, valorizzandone i pregi attraverso il filtro del talento e della percezione personale del messaggio.
Nichita Stănescu (1983) ha affermato, in nome della sua generazione e di quelle precedenti, che "senza Miorița non saremo mai stati poeti. Ci sarebbe mancata questa dimensione fondamentale”. Mihail Sadoveanu (1923) ne esalta "l'arte raffinatissima", al punto che "possiamo domandarci se si possa trovarne l'eguale in altre letterature e se la stessa letteratura colta, nelle infinite varianti, abbia mai realizzato un poemetto così artistico e armonioso". L'apprezzamento di Alecu Russo – che ha vissuto convinto che la ballata rappresentasse solo le vestigia di una vasta epopea nazionale, pur considerandola anche così “la più bella epopea pastorale del mondo” era destinato a diventare un'ossessione. Ne è una prova il fatto che, nel 1982 Nichita Stănescu, ha definito Miorița "l'Iliade e l'Odiseea genetica del nostro popolo” 

## Miorița nel contesto della globalizzazione
Il primo passo per comprendere Miorița consiste nel penetrare nello specifico etnico, culturale e soprattutto spirituale del popolo romeno. Questo percorso comincia dalla premessa della sua unicità. D'altra parte, i temi e i motivi (in senso concettuale ed etnografico) conservati in questa ballata sono comuni allo spazio culturale indoeuropeo. Il secondo passo impone un'analisi relativa allo specifico dei popoli che ci circondano, sia dell'Europa occidentale che dell'Europa orientale, poiché esistono affinità importanti con le culture indoeuropee marginali.
Miorița appartiene alla cultura continentale / europea nella misura in cui questa civiltà la comprende e l'assimila. I Francesi, per esempio, sono stati i primi a porsi delle domande in merito alla ballata (J. Michelet, 1854), puntando il dito contro la rassegnazione del pastore di fronte alla morte e definendola una "peculiarità nazionale”. Per contro, George Călinescu era del parere che il folclore romeno, valorizzato nella letteratura colta, abbia riscosso consensi da parte dei britannici. Miorița si presta a un parallelo con i riti di iniziazione (sacerdotale) e con la concezione della morte e dell'immortalità dei tibetani.
Mircea Eliade, con lo studio Mioara năzdrăvană (La pecora prodigiosa) è un precursore di coloro che hanno contribuito ad integrare Miorița in un contesto globale, europeo, definendo questa creazione un effetto del "cristianesimo cosmico”, originario del sud-est europeo.
Grazie alle sue qualità assolutamente eccezionali che la contraddistinguono, Miorița può essere vista come una "finestra verso la cultura, la personalità e la realtà romena" aperta verso la perseveranza degli stranieri di conoscerci e comprenderci.

### A. Opere classiche (1850-1964)
Monografie e studi fondamentali
- Blaga, Lucian, Spațiul mioritic, București, 1936; ripreso in Trilogia culturii (1944);
- Caracostea, Dumitru, Miorița în Moldova, in Convorbiri literare, 1915; Miorița în Moldova, Muntenia și Oltenia. Obiecțiile d-lui Densușianu. Totalizări, in Convorbiri literare, 1924; i testi sono stati riuniti in Poezia tradițională română. Balade populare și doine, ed. di D. Șandru, prefazione di O. Bârlea, Editura pentru Literatură, București, 1969;
- Densușianu, Ovid, Viața păstorească în poezia noastră populară, (1922-1923), Editura pentru Literatură, București, 1966;
- Diaconu, Ion, Ținutul Vrancei. Etnografie. Folclor. Dialectologie, voll. III e IV, ed. di Paula Diaconu Bălan, Editura Minerva, București, 1989;
- Fochi, Adrian, Miorița. Tipologie. Circulație. Geneză. Texte, Editura Academiei, București, 1964;

Studi e articoli
- Brăiloiu, Constantin, Sur une ballade roumaine: La Mioritza, Ginevra, 1946;
- Botta, Dan, Limite, București, 1936; Scrieri, vol. IV, București, 1968, p. 75;
- Densușianu, Aron, Epopeea noastră pastorală, în Revista critică literară, vol. III / 1895, p. 315-331;
- Fochi, Adrian, Miorița. Texte poetice alese, Editura Minerva, București, 1980;
- Fochi, Adrian, Cântecul epic tradițional al românilor. Încercări de sinteză, Editura Științifică și Enciclopedică, București, 1985;
- Iorga, Nicolae, Balada populară română. Originea și ciclurile ei, Vălenii de Munte, 1910;
- Mușlea, Ion, Le mort-mariage - une particularité du folklore balkanique, în Melanges de l’école Roumanie en France, Paris, 1925; riprodotto in Cercetări etnografice și de folclor, vol. II, 1972, pagg. 7-28;
- Odobescu, Alexandru, Răsunete ale Pindului în Carpați, în Revista Română, 1861, ripreso in Albumul Macedo-Român, București, 1880, pagg. 83-98 e in Opere complete, București, 1908, vol. II;
- Rusu, Liviu, Le sens de l’existence dans la poésie populaire roumaine, Parigi, 1935
- Speranția, Th. D., Miorița și călușarii, urme de la daci, 1915;
- Sanielevici, H., Miorița sau patimile unui Zamolxis, în Adevărul literar și artistic, X (1931), nr. 552;

Altri studi (riferimenti a Miorița)

### B. Opere posteriori a Fochi (1964-2008)
Monografie e studi fondamentali
Studi e articoli
- Abacu, Ioan, Miorița în limba latină, în revista Miorița, nr. 1, Câmpulung Moldovenesc, marzo 1991;
- Amzulescu, Al., Noi observații despre Miorița colind, in Revista de Etnologie și Folclor, 24, nr. 1, București, 1979;
- Amzulescu, Al., Pseudovariante ale Mioriței, in Memoriile Comisiei de Folclor, tom VI, București, 1989;
- Amzulescu, Al. I., Observații istorico-filologice despre Miorița lui Alecsandri, on Revista de etnografie și folclor, nr. 2 (1975), pagg. 127-158;
- Apostol, Pavel, Studiu introductiv, Miorița (A. Fochi), Editura Academiei, București, 1964;
- Bindea, Ioan, Variante ale Mioriței-colind în sud-vestul zonei folclorice a Năsăudului, in Simpozion Miorița – 1992, Câmpulung Moldovenesc, 1993;
- Bilțiu, Pamfil, Pop, Gheorghe, Sculați, sculați, boieri mari. Colinde din județul Maramureș, Editura Dacia, Cluj-Napoca, 1996;
- Bîrlea, Ovidiu, Miorița colind, în Revista de Etnografie și Folclor, 12(1967), nr. 5;
- Bîrlea, Ovidiu, Colindatul în Transilvania, in Anuarul Muzeului Etnografic al Transilvaniei pe anii 1965-1967, Cluj, 1969;
- Breazu, Ioan, Note despre Miorița (1932), in Miorița, VI, nr. 2(12), Câmpulung Moldovenesc, 1996;
- Brânda, Nicolae, Mituri și antropocentrismul românesc I. Miorița, Editura Cartea Românească, București, 1991;
- Brătulescu, Monica, Colinda românească, Editura Minerva, București, 1981;
- Buhociu, Octavian, Folclorul de iarnă, ziorile și poezia păstorească, Editura Minerva, București, 1979;
- Chițimia, I.C., Folcloriști și folcloristică românească, Editura Academiei, București, 1968;
- Ciopraga, Constantin, Mioriticul sau despre exorcitarea tragicului, în Simpozion Miorița – 1992;
- Cîrstea, Gheorghe, Miorița sau patimile unui poet-păstor, in Simpozion Miorița – 1992;
- Coman, Mihai, Noi ipoteze despre Miorița, in revista Vatra, nr. 163, ottobre 1984;
- Datcu, Iordan, Horia Vintilă: Miorița este, de fapt, un ritual pythagoric, in Miorița, I, nr. 2, 1991;
- Filipciuc, Ion, Miorița în sistemul colindelor și baladelor, în Miorița, III, nr. 1(5), Câmpulung Moldovenesc, marzo 1993, pagg. 18-50; cfr. anche XXIV contrapoziții despre Miorița, în Cronica, Iași, XVIII, nr. 34(917), 1983, pag. 5;
- Filipciuc, Ion, Cine a descoperit Miorița, în revista Miorița, VI, nr. 2(12), dicembre 1996;
- Latiș, Vasile, Păstoritul în Munții Maramureșului, Baia Mare, 1993;
- Lazăr, Ioan St., Despre un mit solar mioritic, in Miorița, III, nr. 1(5), Câmpulung Moldovenesc, 1993;
- Lazăr, Ioan St., Miorița – Translatio ad Christum, nella rivista Miorița, VI, nr. 2(12), dicembre 1996;
- Macarie, Constantin, Să ascultăm Miorița la Soveja, in Miorița, III, nr. 1(5), 1993;
- Manea, Gabriel, Miorița și alte mituri, în Miorița, III, nr. 2(6), settembre 1993;
- Mocanu, Augustin, Colinda "Fata de maior", Editura Dacoromâna, Slobozia, 2007;
- Noica, Constantin, Pentru o bună desprindere de spiritul Mioriței, în Steaua, Cluj-Napoca, 1976, nr. 3, pag. 60;
- Pavelescu, Gheorghe, Miorița-bocet, în Miorița, III, nr. 1(5), 1993;
- Ploscaru, Dorin, Martor între răstignire și Miorița, nella rivista Helvetica, nr. 2 și 3, Baia Mare, 1998;
- Pop, Dumitru, Pe marginea Mioriței, în Studia Universitas Babeș-Bolyai, seria Philologia, nr. 1, Cluj-Napoca 1965;
- Rezuș, Ion, Sinteză mioritică, în revista Miorița, III, nr. 2(6), settembre 1993;
- Șeuleanu, Ioan, Cultura tradițională și destinul ei în actualitate, in Anuarul de folclor, III-IV, Cluj-Napoca 1983;
- Sfințescu, Rodica, Substratul mitologic în Miorița, in Simpozion Miorița – 1992, 1993;
- Suiogan, Delia, Miorița colind, în Memoria Ethnologica, I. nr. 1, Baia Mare, 2001;
- Taloș, Ion, Miorița în Transilvania, în Anuarul de folclor, II, Cluj-Napoca, 1981;
- Taloș, Ion, Miorița și vechile rituri funerare la români, in Anuarul de folclor, III-IV, Cluj-Napoca, 1983;
- Taloș, Ion, Miorița – posibilă interpretare, in rev. Steaua, nr. 12, Cluj-Napoca, 1981;
- Ursache, Petru, Miorița în transhumanță mondială, in Convorbiri literare, CXXXVI, nr. 1(85), 2003.
- Ursache, Petru, Etnoestetica, Institutul European, Iași, 1998, colecția Sinteze;
- Vrabie, Gheorghe, Balada populară românească, Editura Academiei, București, 1966.

### C. Traduzioni
Versioni tradotte in italiano:
- M. Cugno e D. Loșonți, Folclore letterario romeno, Regione Piemonte, 1981
- D. O. Cepraga e L. Renzi, Le nozze del sole, Carocci editore, 2004